# Bamboo Airways
Pour les articles homonymes, voir Bamboo.
More than a flight (« plus qu'un vol ! »)

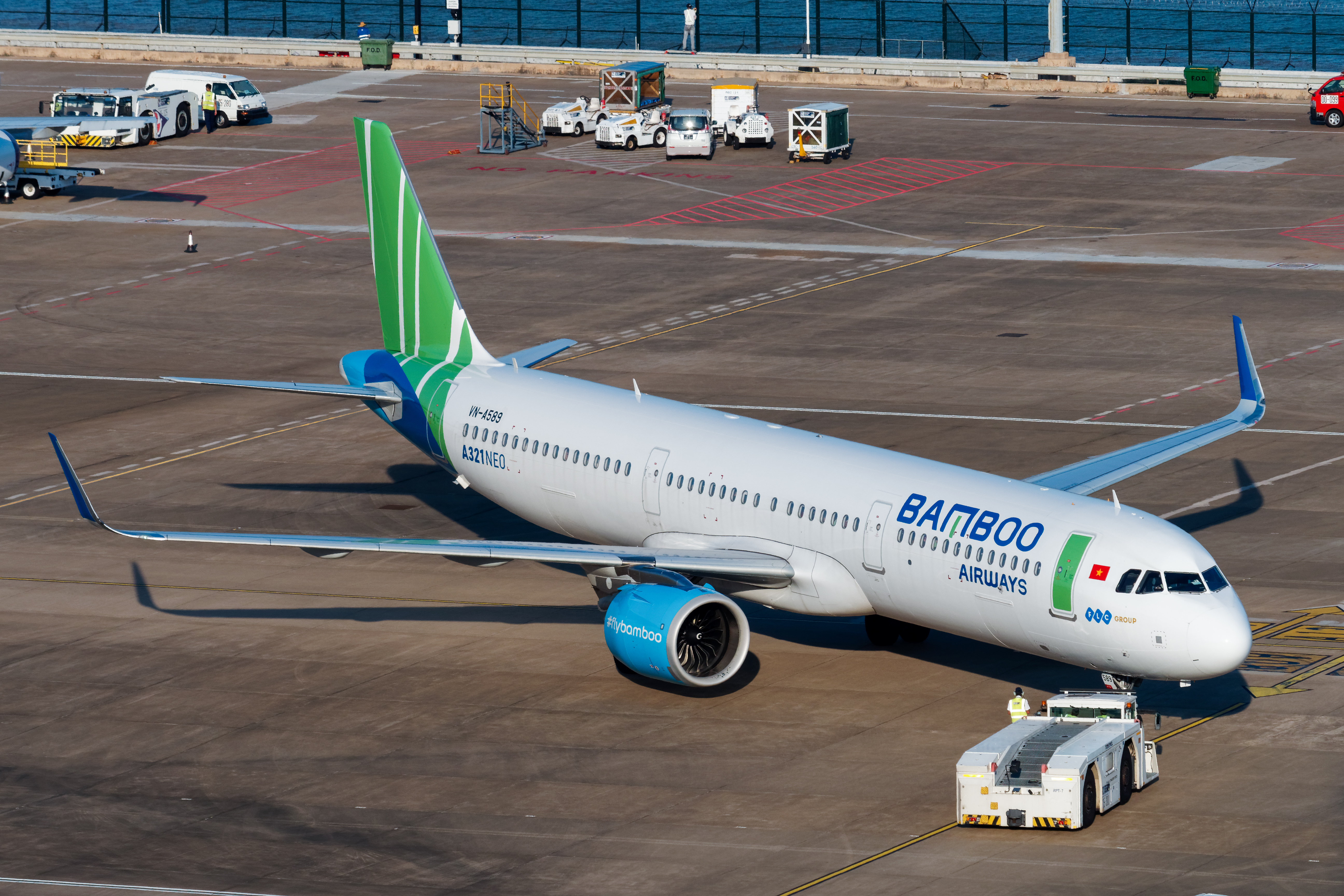
Airbus A321 NEO de Bamboo Airways

Bamboo Airways est une compagnie aérienne privée vietnamienne fondée en 2018.  Le propriétaire est FLC Group, un conglomérat immobilier privé vietnamien. La compagnie aérienne est opérationnelle depuis le 16 janvier 2019. Elle relie les grandes villes du pays et de la région aux villes balnéaires du Vietnam. La société a signé un accord avec Airbus portant sur vingt-quatre Airbus A320neo, et un accord avec Boeing portant sur vingt Boeing 787.

## Historique
Bamboo Airways, appartient au promoteur immobilier FLC Group, a été créé en 2017 avec un capital social de 700 milliards de dôngs (31,4 millions de dollars). L’Autorité de l’aviation civile du Vietnam (CAAV) le 8 janvier 2019 annoncé la remise à Bamboo Airways d’un certificat de transporteur aérien (CTA), lui permettant ainsi de lancer des vols commerciaux.
La compagnie aérienne Bamboo Airlines s’est engagée à acheter vingt Boeing 787-9 Dreamliner (le contrat signé le 25 juin 2018), avec des livraisons à partir d’avril 2020. Elle doit débuter ses opérations l’année prochaine à Hanoi avec des Airbus A321neo.
Bamboo Airways a commencé à vendre des billets à partir de midi le 12 janvier, avec un prix minimum de 149 000 dôngs chacun.
Les premières routes intérieures seront Hanoï - Quy Nhon, Hanoï - Dông Hoi, Hô Chi Minh-Ville - Quy Nhon, Hanoï - Hô Chi Minh-Ville et Hô Chi Minh-Ville-Vân Dôn.
En 2020, Bamboo Airways introduit l'Embraer 195 dans sa flotte.

## Flotte
En novembre 2020, la flotte de Bamboo Airways est constituée de :

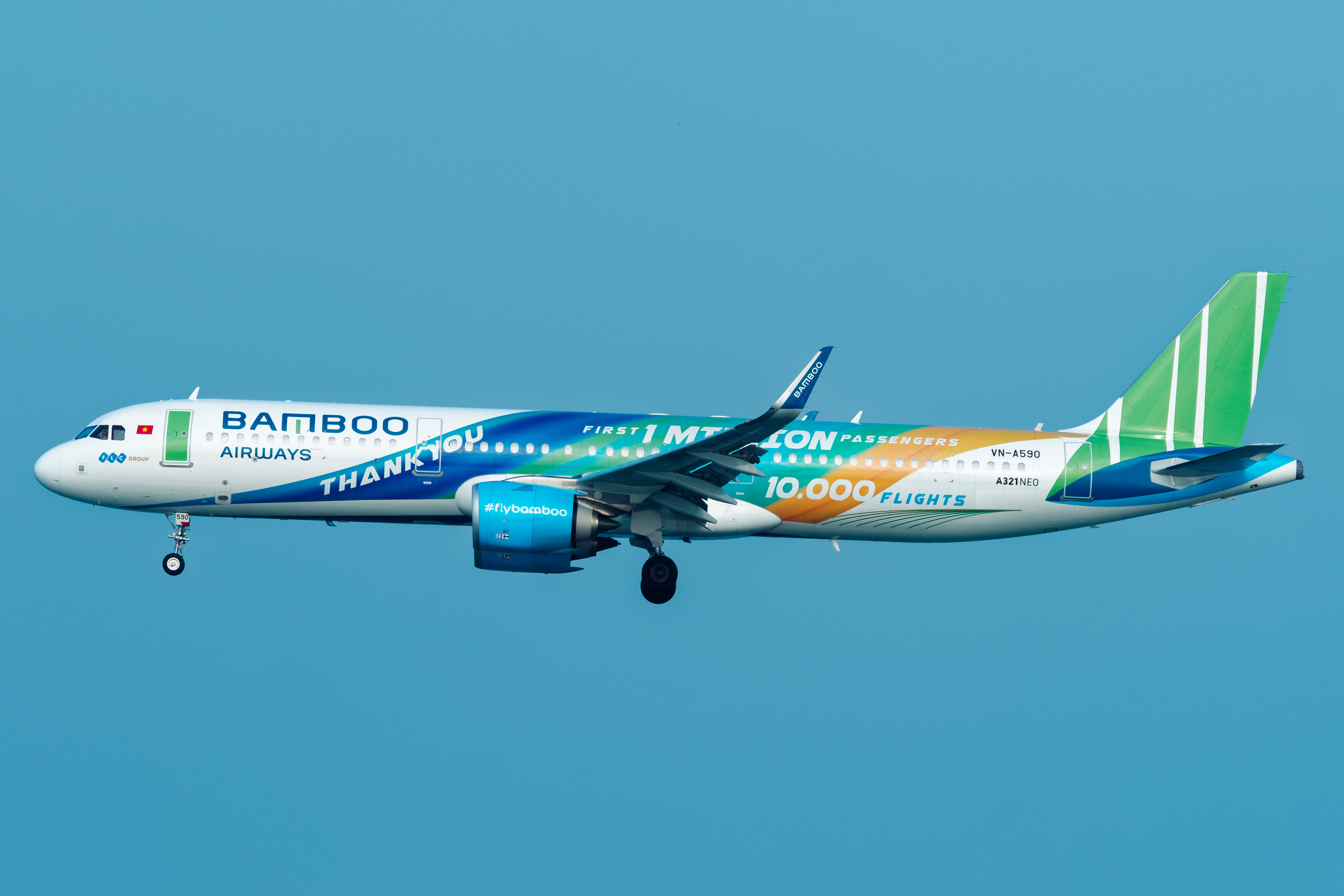
Livrée spéciale sur un A321neo
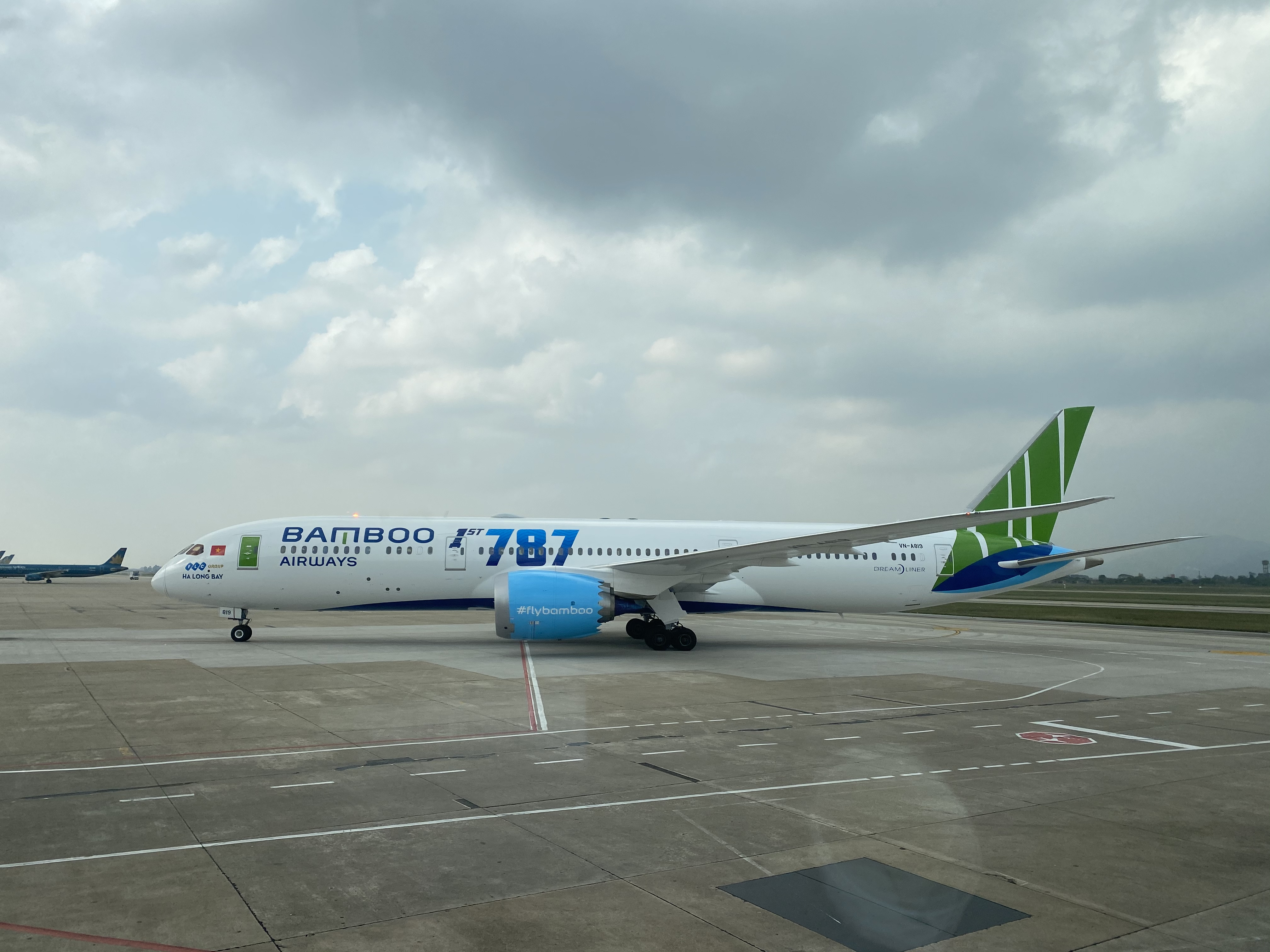
Un Boeing 787-9 Dreamliner à l'Aéroport international de Nội Bài
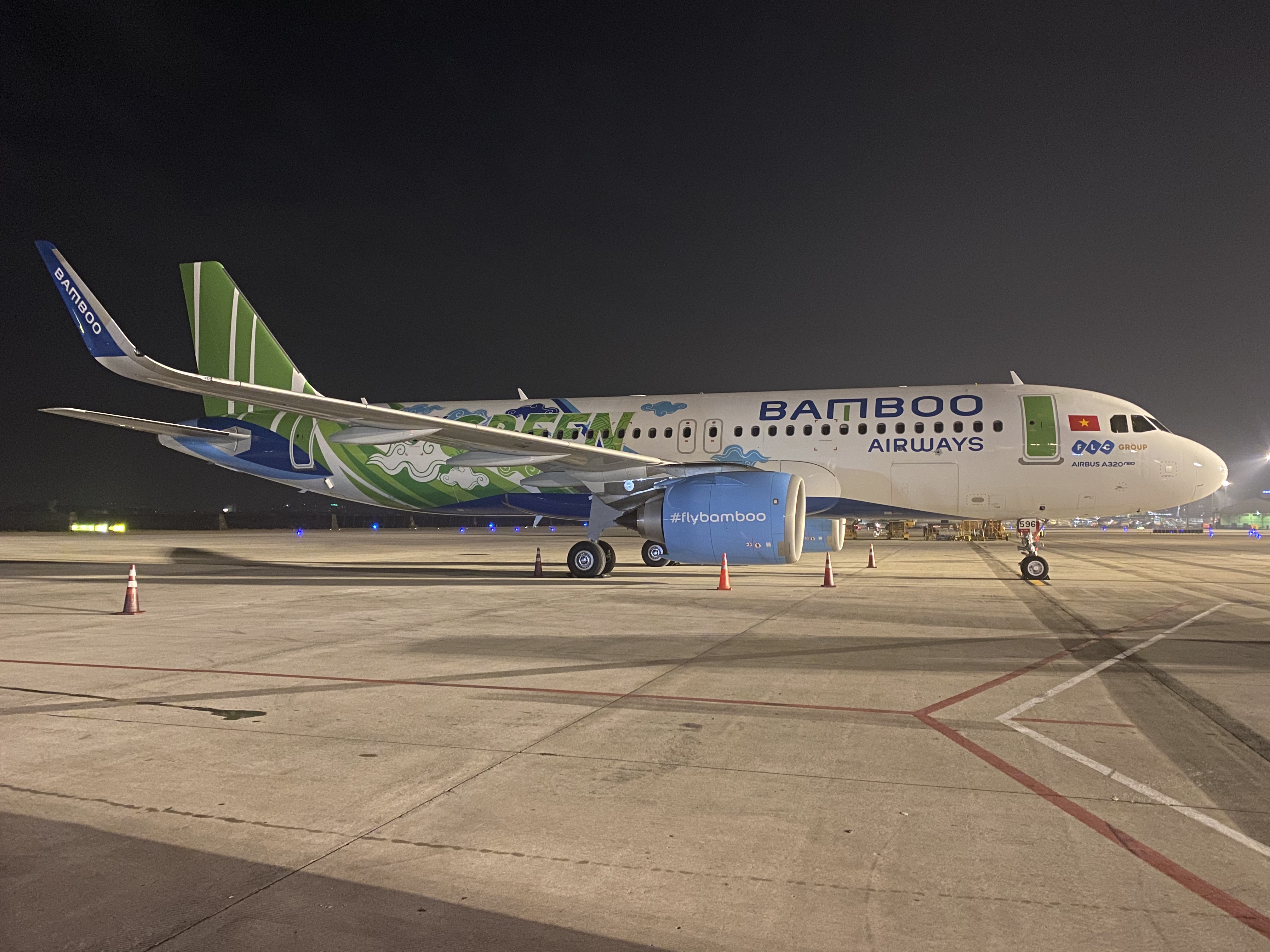
Un Airbus A320-251N à l'Aéroport international de Tân Sơn Nhất